# Flaucourt
Flaucourt – miejscowość i gmina we Francji, w regionie Hauts-de-France, w departamencie Somma.
Według danych na rok 2011 gminę zamieszkiwało 308 osób, a gęstość zaludnienia wynosiła 42 osoby/km² (wśród 2293 gmin Pikardii Flaucourt plasuje się na 670. miejscu pod względem liczby ludności, natomiast pod względem powierzchni na miejscu 662.).